# Подуяне (железопътна гара)
Железопътна гара Подуяне е втората по големина и значение железопътна гара в София след Централна гара София.
Намира се между кв. Подуяне и кв. Сухата река, между бул. „Ситняково“ и бул. „Ген. Данаил Николаев“.

## Свързани линии
- Железопътна линия 1 (Калотина – Подуяне – Свиленград)